# Jürgen Wöhler
Jürgen Otto Wöhler (* 10. Mai 1950 in Oberlahnstein) ist ein deutscher Jurist und Manager. Er war vom 1. Juni 2007 bis zum 31. Mai 2012 Geschäftsführer der „Deutsch-Koreanischen Industrie- und Handelskammer“ in Seoul.

## Ausbildung
Nach Abitur und zwei Jahren Bundeswehr (seit 1987 Major der Reserve) absolvierte er von 1972 bis 1977 ein Studium der Rechtswissenschaft und ein Magisterstudium der Volkswirtschaft, Geschichte und Politik an der Eberhard Karls Universität Tübingen und der Universität Genf. Nach dem ersten juristischen Staatsexamen war er 1977 als Forschungsstipendiat in Washington D.C. an der Georgetown University und fügte 1978 noch ein Diplôme d'Etudes supérieures de Droit Comparé an der Université de Strasbourg hinzu. 1980 absolvierte er das zweite juristische Staatsexamen in Stuttgart und erhielt die Zulassung zur Anwaltschaft in Stuttgart.

## Karriere
Von 1981 bis 1983 war er als Beamter des Innenministeriums Baden-Württemberg Leiter des Baurechtsamts im Landkreis Ludwigsburg. 1983 bis 1985 war er beim Staatsministerium Baden-Württemberg in der Landesvertretung Bonn, als Vertreter des Landes in Bundestags- und Bundesratsausschüssen tätig. 1985 wurde er zum Oberregierungsrat ernannt. 1985 bis 1987 war er stellvertretender Geschäftsführer  der Deutsch-Koreanischen Industrie- und Handelskammer in Seoul tätig. Von 1987 bis 2007 war er unter anderem für das Auslandsgeschäft der Landesbank Baden-Württemberg in Stuttgart verantwortlich. Von April 2007 bis 2012 war er Geschäftsführer der Deutsch-Koreanischen Industrie- und Handelskammer in Seoul.
Er ist außerdem als Schiedsrichter am Korean Commercial Arbitration Board registriert und Mitglied des Chartered Institute of Arbitrators (MCIArb) in London.

## Auszeichnungen
- Bundesverdienstkreuz am Bande, 2009
- „Sungrye Medal for Diplomatic Service Merit“ der Republik Korea, 2008
- Officier de l'ordre national du Mérite der Republik Frankreich, 2006